# SNAI1
Le SNAI1 (appelé aussi snail ou snail1) est un facteur de transcription à doigt de zinc. Son gène est le SNAI1 situé sur le chromosome 20 humain.

## Rôles
Il réprime l'expression des claudines et des occludines intervenant dans les jonctions serrées au niveau de la transition épithélium-mésenchyme, ce qui constitue une autre voie d'action que celle de la cadhérine E .

## En médecine
Plusieurs germes permettent l'activation de cette protéine entraînant une perméabilité de la barrière hémato-encéphalique.